# TT9
TT9とは、1/120スケール・軌間9ミリメートルの鉄道模型の規格名称である。TTゲージの狭軌版ともいえる。

## 概要
従来の1/150スケールの日本型Nゲージでは狭軌の再現が不充分だったが、1/120スケールであれば狭軌を再現でき、Nゲージ用の線路を流用できるため、かねてより一部の愛好家の間で作られてきた。また、Nゲージの初期の製品にはモーターの小型化の限界により1/120スケールで製造されている機種もあったが、1/120スケールを標榜する市販品は2000年にいのうえ・こーいちと大野一郎によってTT9が発売されるまでは事実上存在しなかった。

## 利点
従来のNゲージ用の線路を流用出来るので敷居が低く、狭軌を正確に再現できる。

## 課題
車種が少なく、供給される部品も限られているため、発売から既に15年以上が経過しているにも拘らず、依然マイナーゲージの域を脱せず、一部の熱心な愛好家を除いて普及には至っていない。